# Петър Малинов
Петър Любенов Малинов е български футболен играч – нападател, към април 2022 година е старши треньор на ФК Сливнишки герой (Сливница).

## Биография
Роден е на 30 януари 1970 г. в София.
Завършва СПТУ „Карол Сверчевски“ – София. Започва да тренира в детските формации на ФК „Септември“ София, като последователно преминава през всички възрастови групи. Негов първи треньор е Филип Филипов.
Скоро таланта му е забелязан и е привлечен в редиците на гранда ЦСКА (София).
През 2009 година прекратява състезателната си кариера, като скоро след това става помощник-треньор на ФК „Сливнишки герой“.
Висок е 171 см и тежи 67 кг.

## Кариера
Играл е за Септември, Спартак (Плевен), Сторгозия, Беласица, Рилски спортист, Македонска слава, Пирин, Миньор (Бобов дол), Балкан (Ботевград), Сливнишки герой и Делемонт (Швейцария).

## Статистика по сезони
- ЦСКА (София)
- Септември – 1990/91 – В група, 8 мача/1 гол
- Септември – 1991/92 – В група, 23/6
- Спартак (Пл) – 1992/93 – Б група, 21/4
- Сторгозия – 1993/94 – Б група, 24/5
- Сторгозия – 1994/95 – Б група, 26/9
- Септември – 1995/96 – Б група, 21/4
- Септември – 1996/97 – Б група, 30/6
- Септември – 1997/98 – Б група, 26/10
- Делемонт – 1998/ес. - Челъндж Лига, 14/3
- Септември – 1999/пр. - А група, 9/1
- Беласица – 1999/00 – А група, 23/2
- Беласица – 2000/ес. - Б група, 6/1
- Рилски спортист – 2000/01 – В група, 17/4
- Македонска слава – 2001/02 – В група, 29/11
- Македонска слава – 2002/03 – Б група, 21/7
- Пирин – 2003/04 – Б група, 24/5
- Миньор (БД) – 2004/ес. - Б група, 11/1
- Балкан – 2005/ес. - Б група, 1/0
- Сливнишки герой – 2006/пр. - В група, 15/6